# Verbal förlag

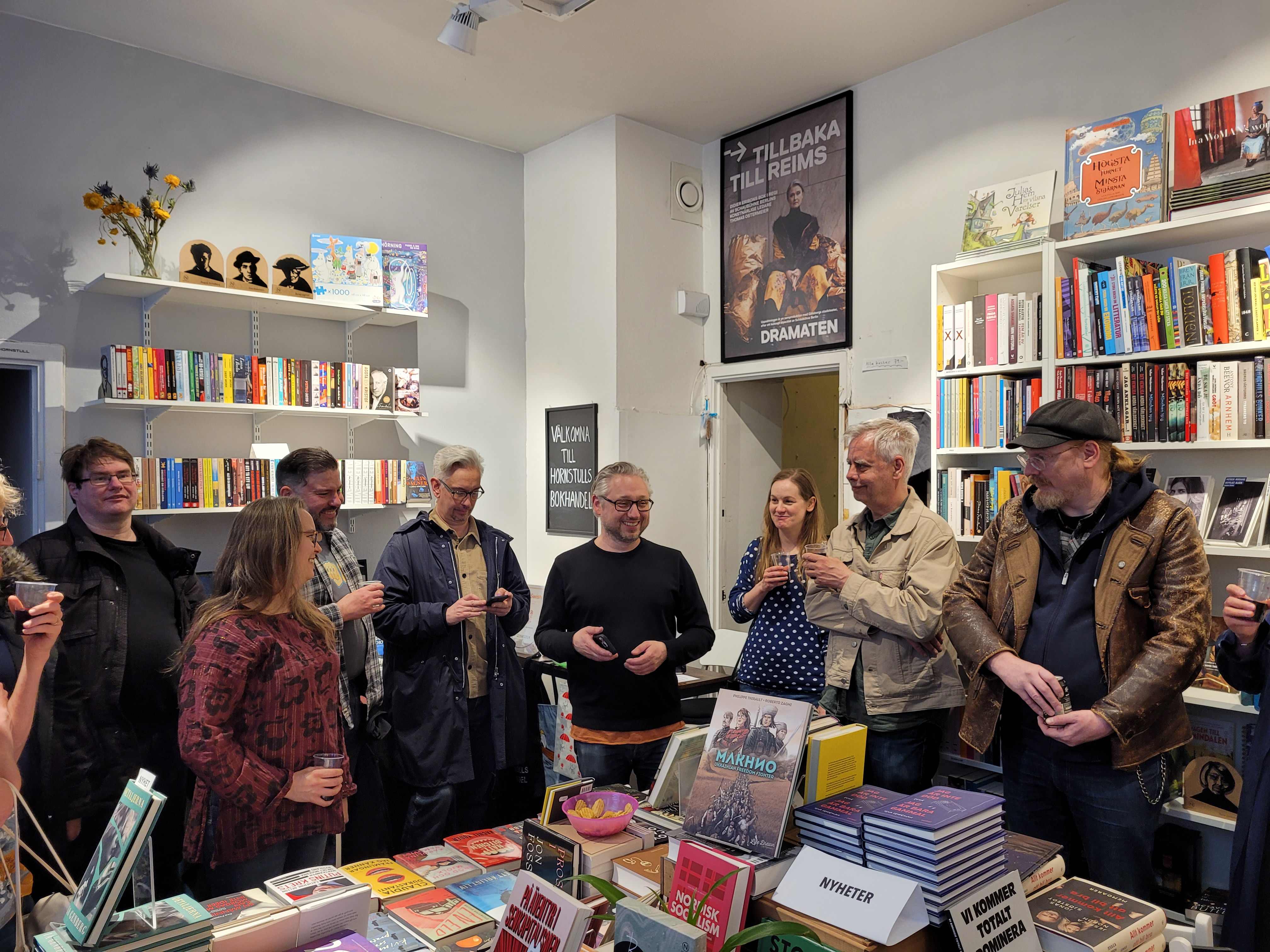
Förläggaren Kristian Borg omgiven av besökare vid släppfest för Johan Jönssons bok Wikipedia inifrån, april 2022.

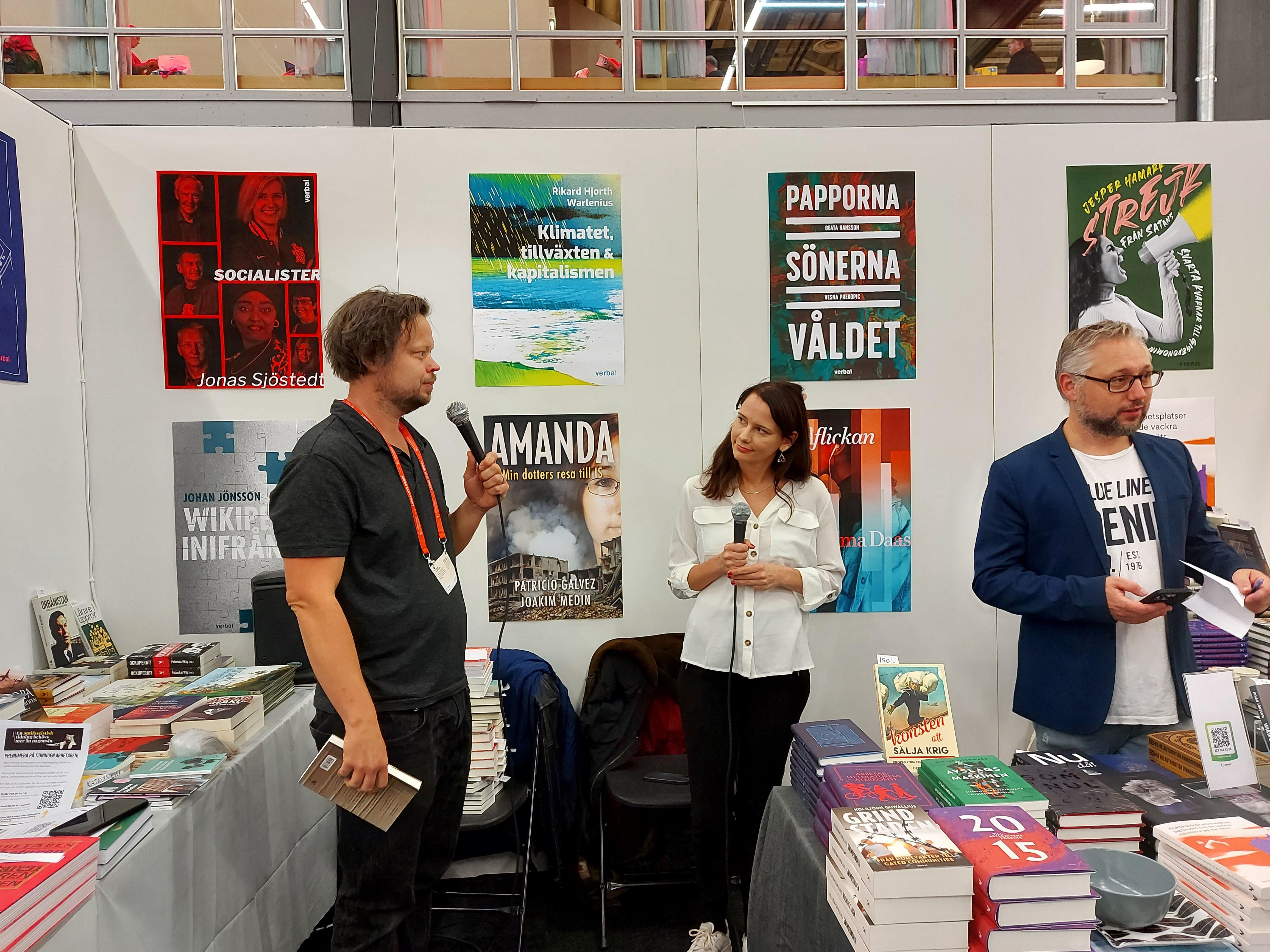
Per Björklund intervjuar författaren Julia Lindblom i Verbal förlags monter på bokmässan i Göteborg 2022 medan Kristian Borg säljer böcker.

Verbal förlag är ett svenskt bokförlag bildat 2007 som ger ut reportageböcker, debatt, essäistik och skönlitteratur. Förlaget har sin bas i Stockholm och drivs av journalisterna Kristian Borg och Per Björklund. På förlagets författarlista finns, bland andra, namn som Ann Pettifor, Kolbjörn Guwallius, Victoria Rixer, Birger Schlaug, Pelle Dragsted och Martin Klepke. Förlaget har beskrivits som Sveriges motsvarighet till Verso books.
Sedan 2022 driver förlaget också Hornstulls bokhandel i Stockholm.

## Utgivning i urval
- Johansson, Kalle (2018). Vad är egentligen fascism?. Stockholm: Verbal. Libris länk. ISBN 9789187777462
- Medin, Joakim (2019). Thailandssvenskarna. Stockholm: Verbal. Libris länk. ISBN 9789187777752
- Bastani, Aaron (2019). Helautomatisk lyxkommunism. Stockholm: Verbal. Libris länk. ISBN 9789187777820
- Heyman, Sara (2018). Sjukt, syster!: kärlek och uppror i svensk sjukvård. Stockholm: Verbal. Libris länk. ISBN 9789187777363